# Stoke Prior (Worcestershire)
Stoke Prior – wieś w Anglii, w hrabstwie Worcestershire, w dystrykcie Bromsgrove. Leży 16 km na północny wschód od miasta Worcester i 161 km na północny zachód od Londynu. W 2001 miejscowość liczyła 4559 mieszkańców.